# V zajetí démonů
V zajetí démonů (v anglickém originále The Conjuring) je americký hororový snímek režiséra Jamese Wana z roku 2013. Film natočený podle skutečných událostí, vypráví hrůzný příběh světově proslulých vyšetřovatelů paranormálních jevů Eda a Lorraine Warrenových, kteří byli pozváni na odlehlou farmu, aby pomohli rodině terorizované temnými silami. V nejhrůzostrašnějším případu svého života jsou Warrenovi nuceni utkat se s mocnou démonickou bytostí. Případ se týká rodiny, která se přistěhovala na farmu v Harrisville. Brzy však zjistí, že v jejich domě se děje něco podivného…
Film získal velmi pozitivní recenze od kritiků a byl chválen publikem.

## Obsazení
| Vera Farmiga     | Lorraine Warren  |
| Patrick Wilson   | Ed Warren        |
| Ron Livingston   | Roger Perron     |
| Lili Taylor      | Carolyn Perron   |
| Joey King        | Christine Perron |
| Shanley Caswell  | Andrea Perron    |
| Hayley McFarland | Nancy Perron     |
| Mackenzie Foy    | Cindy Perron     |
| Shannon Kook     | Drew Thomas      |
| John Brotherton  | Brad Hamilton    |
| Kyla Deaver      | April Perron     |
| Sterling Jerins  | Judy Warren      |
| Marion Guyot     | Georgiana Moran  |
| Steve Coulter    | otec Gordon      |
| Joseph Bishara   | Batsheba Sherman |
| Morganna May     | Debbie           |
| Amy Tipton       | Camilla          |
| Christof Veilon  | Maurice          |
| Lorraine Warren  | žena v publiku   |

## Přijetí
Film vydělal 137,4 milionů dolarů v Severní Americe a 180,6 milionů dolarů v ostatních oblastech, celkově tak vydělal 318 milionů dolarů po celém světě. Rozpočet filmu činil 20 milionů dolarů. V Severní Americe byl oficiálně uveden 19. července 2013, společně s filmy Red 2, Turbo a R.I.P.D. . Za první víkend docílil nejvyšší návštěvnosti, kdy vydělal 41,9 milionů dolarů.
Film získal pozitivní kritiku. Na recenzní stránce Rotten Tomatoes získal z 202 započtených recenzí 86 procent s průměrným ratingem 7,2 bodů z deseti. Na serveru Metacritic snímek získal z 35 recenzí 68 bodů ze sta. Na Česko-Slovenské filmové databázi snímek získal 81% a aktuálně si drží 206. místo v žebříčku nejoblíbenějších filmů.

## Zajímavosti
- Film je založen na faktech ze skutečného vyšetřování, které prováděl manželský pár Ed a Lorraine Warrenovi.
- Režisér James Wan odmítl navštívit skutečný dům, ve kterém osudná rodina žila. Lorraine Warrenová mu to údajně ani nedoporučovala.
- Trýznění rodiny Perronových ve skutečnosti trvalo dlouhých deset let.
- Všech pět Perronových dcer se bylo podívat na premiéře filmu, Matka Carolin ale ne. Řekla, že jako se už nikdy nepodívá na farmu, tak nikdy nechce vidět tento film.
- Nejstarší dcera Perronových Andrea Perron napsala o zážitcích a životě v domě dvoudílnou knihu "House of Darkness, House of Light".